# 1879 na ciência

## Eventos
- Isolamento dos elementos químicos Túlio,[1] Escândio[2] e Samário[3]

## Nascimentos
| Data        | Nome              | Profissão                                       | Nacionalidade               | Observações | Ref                     |
| ----------- | ----------------- | ----------------------------------------------- | --------------------------- | --- | ----------------------- |
| 14 de março | Albert Einstein   | Físico                                          | Império Alemão              | m. 1955 Nobel da Física 1921 Medalha Copley 1925 Medalha de Ouro da Royal Astronomical Society 1926 Medalha Max Planck 1929 | [ 4 ] [ 5 ] [ 6 ] [ 7 ] |
| 9 de julho  | Carlos Chagas     | médico sanitarista, cientista e bacteriologista | Brasil                      | m. 1934 Prémio Schaudinn 1912 Prémio Kummel 1925                                                                            |                         |
| 13 de julho | Eugène Freyssinet | Engenheiro civil                                | Terceira República Francesa | m. 1962 Medalha de Ouro do IStructE 1957                                                                                    | [ 8 ]                   |

## Mortes
| Data          | Nome                | Profissão | Nacionalidade | Observações                 | Ref |
| ------------- | ------------------- | --------- | ------------- | --------------------------- | --- |
| 5 de novembro | James Clerk Maxwell | Físico    | Escócia       | n. 1831 Equações de Maxwell |     |

## Prémios
Medalha Bigsby
- Edward Drinker Cope[9]

Medalha Copley
- Rudolf Clausius[5]